# ANNNI模型
ANNNI模型全称轴向次近邻易辛模型，是一种统计力学模型，是易辛模型的变种。对于易辛模型晶格中每一个格点，在与其最近邻格点铁磁性自旋相互作用的基础上，加入了与轴向次近邻格点的反铁磁性相互作用。这两种相互作用的竞争使得此模型在不同条件下呈现不同的相。它是用于描述一些晶体中复杂的空间超结构的最简易模型。
此模型最早在1961年由牛津大学的Roger Elliott提出，用于描述铒晶体在低温下磁矩呈现的正弦有序相。不过ANNNI模型这个命名最早出现在1980年迈克尔·费希尔和Walter Selke的论文。此模型为理解很多晶体磁性方面的实验结果提供了理论基础，包括磁铁，合金，吸附剂，同质异形体，多铁性体等固体，
尤其是关于通约和不可通约的结构以及它们转化过程的相变。

## 模型
该模型的哈密顿量为
{\displaystyle H=-J\sum _{\langle i,j\rangle }s_{i}s_{j}+\kappa J\sum _{[i,j]}s_{i}s_{j}}
其中{\displaystyle \langle i,j\rangle }表示最近邻格点间的自旋相互作用，{\displaystyle [i,j]}表示轴向次近邻格点的相互作用，{\displaystyle J}是自旋相互作用得到强度，{\displaystyle \kappa \geq 0}是反铁磁性相对于铁磁性相互作用的强度。当{\displaystyle \kappa =0}时该模型等价于易辛模型。